# Galinha-do-mato
A galinha-do-mato (nome científico: Formicarius colma) é uma espécie de ave passeriforme da família dos formicariídeos (Formicariidae). Pode ser encontrada nos seguintes países: Bolívia, Brasil, Colômbia, Equador, Guiana Francesa, Guiana, Peru, Suriname e Venezuela. Mede 18 centímetros de comprimento e pesa entre 38 e 49 gramas. A plumagem é escura e ajuda a ave a se confundir com o ambiente sombrio da mata. É uma ave terrícola (caminha pelo chão da floresta) e tem as pernas longas e pardas. Habita florestas subtropicais ou tropicais úmidas de baixa altitude do bioma Mata Atlântica.

## Taxonomia e Sistemática
A galinha-do-mato foi descrita pela primeira vez pelo polímata francês Georges-Louis Leclerc, conde de Buffon em sua publicação de 1779 Histoire Naturelle des Oiseaux (História Natural das Aves) de um espécime coletado em Caiena, Guiana Francesa e foi posteriormente gravada por François-Nicolas Martinet nas Planches Enluminées D'Histoire Naturelle (Pranchas Iluminadas de História Natural), que foi produzida sob a supervisão de Edme-Louis Daubenton para acompanhar o texto de Buffon. Nem a descrição de Buffon nem o desenho de Martinet incluíam um nome científico, no entanto, o naturalista holandês Pieter Boddaert cunhou o nome binomial Formicarius colma (Formicarius sendo latim para "da formiga") em seu catálogo de 1783 Planches Enluminées, com o epíteto específico colma forjado por Buffon, provavelmente sendo uma contração de collier (colar) e marque (marca).
Existem quatro subespécies reconhecidas de galinha-do-mato pelo Congresso Ornitológico Internacional (IOC) (Versão 15.1, 2024) e a lista de Clements v.2016. São elas:
- F. c. colma (Boddaert, 1783) – leste da Colômbia, sul da Venezuela, Guianas e norte do Brasil (norte da Amazônia)
- F. c. nigrifrons (Gould, 1855) – leste do Equador, leste do Peru, norte da Bolívia e sudoeste da Amazônia brasileira
- F. c. amazonicus (Hellmayr, 1902) – Brasil central
- F. c. ruficeps (von Spix, 1824) – leste, sudeste e sul do Brasil (já considerado espécie própria[11])

A filogenia exata da galinha-do-mato é pouco compreendida, no entanto, uma filogenia estimada foi construída em 1983 por Sibley e Ahlquist comparando dezesseis espécies através de hibridização de DNA-DNA. Estes resultados não dão certeza que sejam passeriformes provenientes do filo dos cordados.

## Descrição
A galinha-do-mato mede aproximadamente dezoito centímetros de comprimento. O macho pesa entre 38 e 49 gramas, enquanto a fêmea varia de 41 a 49 gramas. O macho apresenta testa preta, coroa e nuca ruivas, com número variável de penas pretas na coroa; dorso, uropígio e asas em marrom-oliva; cauda marrom-escura; lados da cabeça e pescoço pretos, assim como a garganta e a parte superior do peito, que se tornam gradualmente cinza-escuro na região inferior do peito; o ventre e os flancos são cinza mais claro, às vezes com tonalidade amarronzada. As coberteiras inferiores das asas misturam preto e canela, e as faces internas das rémiges são fuscas, com uma larga faixa canela na base. A íris é marrom, o bico é preto e o tarso varia do cinza-acastanhado claro ao cinza-arroxeado. A fêmea é semelhante ao macho, mas frequentemente — possivelmente nos indivíduos imaturos — apresenta a garganta predominantemente branca. Os juvenis têm a garganta branca, geralmente com manchas pretas. As subespécies diferem pouco entre si: nigrifrons é muito semelhante à subespécie nominal, podendo apresentar mais preto na cabeça; amazonicus é semelhante, mas de porte menor, com cauda mais curta, tonalidade ruiva mais intensa na cabeça e partes superiores mais acastanhadas; ruficeps apresenta uma área mais extensa de ruivo na cabeça.

## Distribuição e habitat

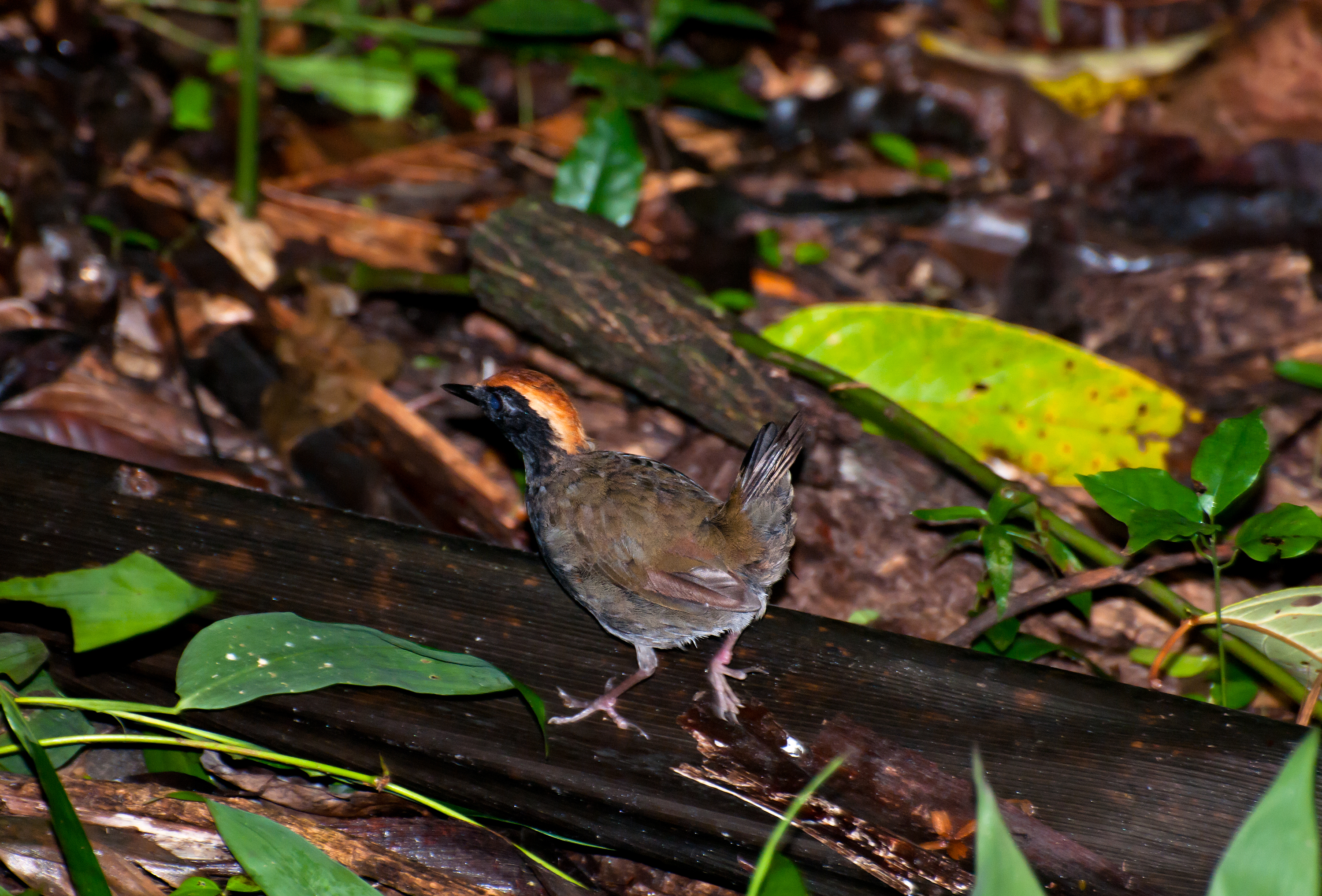
Indivíduo avistado em Registro, no Vale do Ribeira, em São Paulo, no Brasil

A subespécie nominal da galinha-do-mato é encontrada no leste da Colômbia (ao sul de Vaupés), no sul e leste da Venezuela, nas Guianas e no Brasil ao norte da Amazônia, enquanto a subespécie F. c. nigrifrons é encontrada a leste do Equador, leste do Peru, norte da Bolívia (sul até La Paz) e sul da Amazônia. F. c. amazonicus é encontrada no Brasil ao sul da Amazônia, do leste do Madeira ao norte do Maranhão, e ao sul de Ji-Paraná e Mato Grosso. F. c. ruficeps é encontrada no litoral leste e sudeste do Brasil, de Pernambuco ao Rio Grande do Sul. No Brasil, particularmente, ao todo está presente nos estados do Acre, Alagoas, Amapá, Amazonas, Bahia, Espírito Santo, Maranhão, Mato Grosso, Minas Gerais, Paraná, Paraíba, Pará, Pernambuco, Piauí, Rio Grande do Sul, Rio de Janeiro, Rondônia, Roraima, Santa Catarina, Sergipe, São Paulo, Tocantins, nos biomas da Amazônia, Caatinga, Cerrado e Mata Atlântica. Em termos hidrográficos, está nas sub-bacias do Araguaia, do Contas, do Doce, da Foz Amazonas, do Gurupi, do Itapecuru, do Itapecuru e do Paraguaçu, do Jequitinhonha, do litoral do Amapá, Bahia, Espírito Santo, Rio de Janeiro, São Paulo, Paraná, Santa Catarina, Rio Grande do Sul, Alagoas, Pernambuco, Paraíba e Sergipe, do Madeira, do Mearim, do Negro, do Paraguai, do Paranapanema, do Paraíba, do Paraíba do Sul, do Parnaíba (médio e baixo), do Paru, do Purus, do Solimões, do Tapajós, do Tietê, do Tocantins (alto e baixo), do Trombetas e do Xingu.
As galinhas-do-mato são muito difundidos pela área, preferindo predominantemente o solo mais fresco e sombreado das florestas de terra firme, embora ocasionalmente possam ser vistas habitando florestas tradicionais e florestas de savana. Geralmente ocupam as terras baixas até 500 metros e localmente até 1 100 metros de altitude. A agressão interespécies entre a galinha-do-mato e a tauoca (Formicarius analis) foi observada para induzir o deslocamento altitudinal, com a galinha-do-mato fugindo para ravinas e cumes mais altos e secos, enquanto a tauoca tende a ocupar, nesse caso, as terras mais baixas. Além disso, em Manu, a tauoca, sendo maior e mais denso em população, domina sobre a galinha-do-mato. Enquanto as duas espécies frequentemente se sobrepõem devido à grande distribuição da galinha-do-mato, o canto da galinha-do-mato tem sido relatado como indutor de uma resposta agressiva do tauoca, enquanto o canto da tauoca causa recessão da galinha-do-mato, indicando mais agressão interespécies. Além da agressão interespécies, o fator determinante que controla a distribuição da galinha-do-mato é pouco compreendido, pois acredita-se que seja uma espécie sedentária.

## Ecologia

### Vocalização

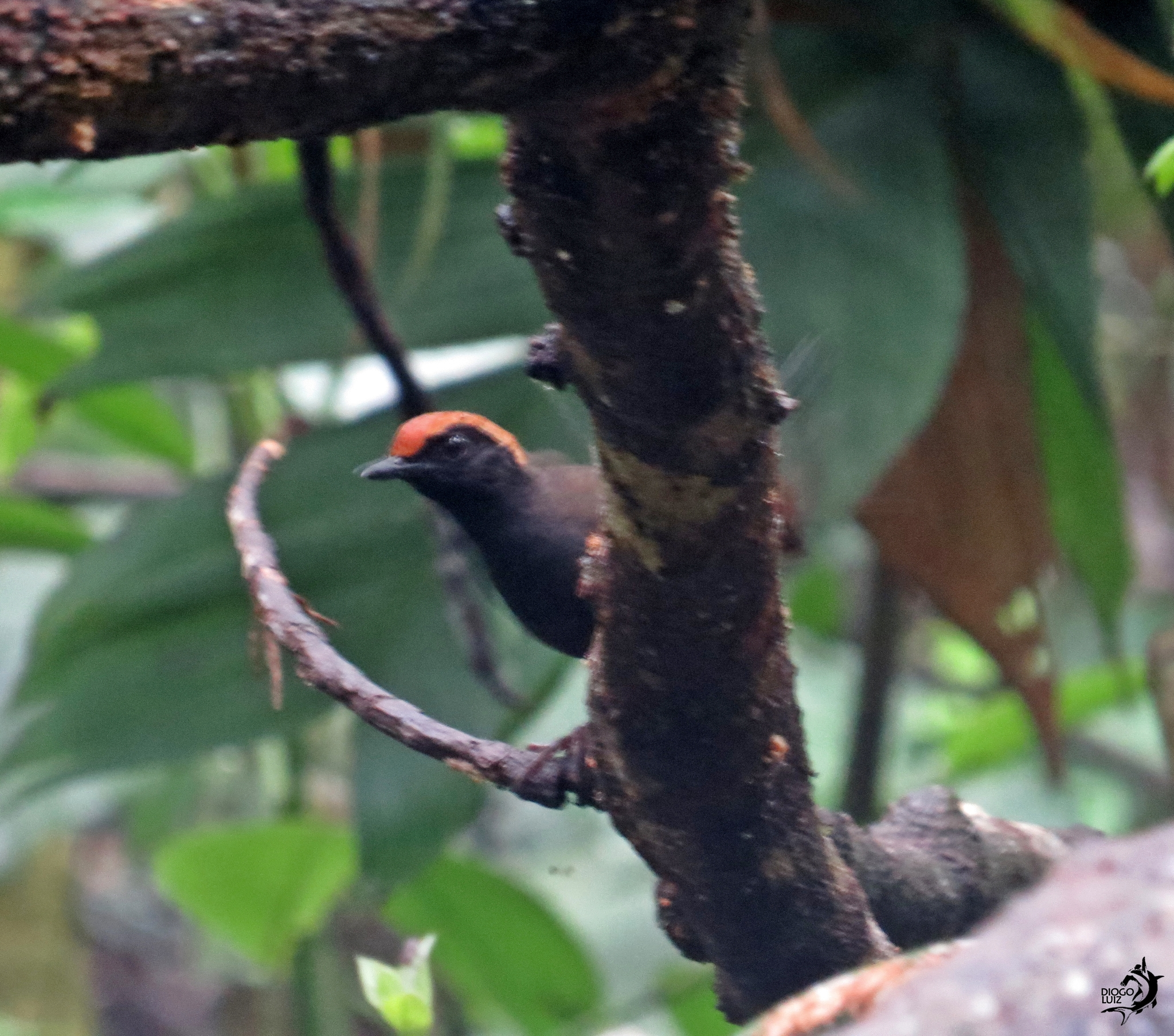
Indivíduo avistado em 2015

O som da galinha-do-mato é geralmente um trinado longo, rápido e uniforme de quatro a seis segundos, com aproximadamente quatorze notas por segundo. Esta música está entre 2,2 e 3 kHz, sendo essa frequência especulada como ideal para comunicação em vegetação rasteira espessa e úmida. O canto é inicialmente decrescente e depois crescente; no sudeste do Brasil (subespécie ruficeps), apresenta um trinado horizontal; um trêmulo curto e ascendente também é observado no Brasil, possivelmente em ruficeps. A chamada da galinha-do-mato é descrita como um único e claro assobio psee-eh ou pier, semelhante ao som do filhote doméstico, ambos muito diferentes dos chamados de outros membros de Formicarius.

### Reprodução
Muito poucos ninhos de galinha-do-mato foram encontrados. Os encontrados são compostos de um arranjo grosseiro de raízes e folhas colocadas em uma cavidade. O tamanho da ninhada de galinha-do-mato normalmente consiste em dois ovos brancos manchados. Dois ovos de uma ninhada foram medidos como sendo 28,6-32,3 x 21,8-24 milímetros. Os filhotes emergem altriciais, com penugem cinzenta longa e espalhada. Os juvenis são tipicamente chocados por volta de outubro no Brasil e em maio na Colômbia. No Brasil, machos com testículos aumentados também são vistos em outubro, enquanto são observados em abril perto da Venezuela. Os juvenis no Peru foram expulsos do ninho em novembro.

### Alimentação

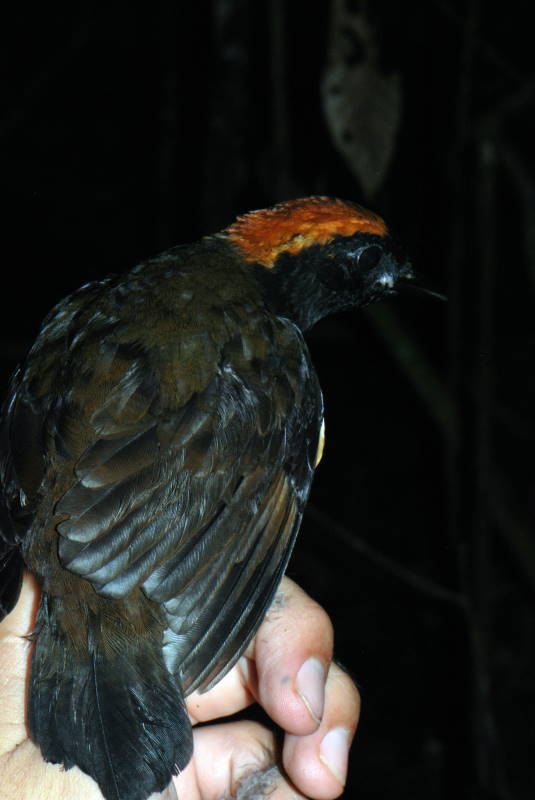
Invidíduo avistado em 2011

A dieta de uma galinha-do-mato consiste em formigas (atíneos) e gafanhotos (locustídeos e tetigoniídeos). Caçam andando devagar tateando no chão da floresta, pegando presas da serrapilheira antes de sacudi-las com seus bicos. Geralmente caçam sozinhas, mas foram observadas caçando próximas umas das outras em pequenos grupos. São frequentemente vistas sozinhos ou em pequenos grupos na periferia de enxames de formigas. Além disso, a galinha-do-mato também é conhecida por ocasionalmente comer cobras.

### Ameaças e sobrevivência
As galinhas-do-mato raramente são vistas, mas sim ouvidos através de seus cantos e chamados altos. A carne dos formicariídeos é supostamente saborosa, no entanto, suas baixas densidades populacionais, natureza secreta e tamanho pequeno as tornam uma candidata improvável à caça por tribos nativas, que preferem a tauoca mais comumente vista em assentamentos humanos. Atualmente, a maior ameaça à galinha-do-mato é a perda de habitat por mineração e desmatamento. Embora atualmente não esteja globalmente ameaçado, essas atividades demonstraram afastar a galinha-do-mato e outros formicariídeos de seus habitats. Como as galinhas-do-mato são sedentárias, isso dificulta sua fuga.

## Conservação
A União Internacional para a Conservação da Natureza (UICN) classifica a galinha-do-mato como pouco preocupante (LC), pois ocorre numa distribuição extremamente grande e não se aproxima dos limiares para Vulnerável sob o critério de tamanho de distribuição (segundo a IUCN, extensão de ocorrência < 20 mil quilômetros quadrados combinada com um tamanho de distribuição decrescente ou flutuante, extensão/qualidade do habitat ou tamanho populacional e um pequeno número de locais ou fragmentação severa). Sabe-se que suas populações estão em tendência decrescente, mas o declínio não é suficientemente rápido para se aproximar dos limiares para vulnerável (> 30% de declínio ao longo de dez anos ou três gerações) e sua população é muito grande, o que igualmente descaracteriza a classificação como vulnerável (< 10 mil indivíduos maduros com um declínio contínuo estimado em > 10% em dez anos ou três gerações, ou com uma estrutura populacional especificada). São geralmente classificadas como incomuns a bastante comuns com base na localização e habitam muitas zonas protegidas. São bastante comuns no Equador, Peru, Colômbia, Venezuela e nas Guianas e raras no Rio Grande do Sul.
A espécie consta como vulnerável na Lista de Espécies da Fauna Ameaçadas do Espírito Santo; como vulnerável na Lista de Espécies Ameaçadas de Extinção da Fauna do Estado de Minas Gerais de 2010, como vulnerável na Lista das Espécies da Fauna Ameaçadas de Extinção no Rio Grande do Sul e como pouco preocupante no Livro Vermelho da Fauna Ameaçada de Extinção no Estado de São Paulo de 2014 e como pouco preocupante na Lista Vermelha do Livro Vermelho da Fauna Brasileira Ameaçada de Extinção do Instituto Chico Mendes de Conservação da Biodiversidade (ICMBio) de 2018. A perda de habitat representa uma possível ameaça, especialmente na bacia do Tibagi, no Paraná, que vem sofrendo forte fragmentação. Contudo, devido à presença de grandes áreas de habitat adequado, não existem evidências de que essa ameaça possa colocar a espécie em risco de extinção no futuro próximo.

### Áreas de conservação
A galinha-do-mato está presente em várias áreas de conservação:
Áreas de Proteção Ambiental (APA)
- Cairuçu
- Cananéia-Iguape-Peruíbe
- Guaraqueçaba
- Petrópolis
- Itupararanga
- Marinha do Litoral Centro
- Serra do Mar
- Baía de Camamu
- Costa de Itacaré/Serra Grande
- Bacia do Rio Macacu
- Reentrâncias Maranhenses
- Mangaratiba
- Muricí
- Presidente Figueiredo - Caverna do Moroaga
- Rio Guandu
- Estadual de Guaratuba
- Lagoa Encantada
- Lago de Santa Isabel
- Margem Direita do Rio Negro - Setor Paduari-Solimões
- Margem Esquerda do Rio Negro - Setor Aturiá-Apuauzinho
- Margem Esquerda do Rio Negro - Setor Tarumã Açu - Tarumã Mirima
- Marimbus/Iraquara
- Municipal do Capivari-Monos
- Santo Antônio

Estações Ecológicas (ESEC)
- Acauã
- Projeto Dinâmica Biológica de Fragmentos Florestais
- Veracel
- Carijós
- Terra do Meio
- Maracá
- Murici

Florestas Nacionais (FLONA)
- Carajás
- Caxiuanã
- Tapajós
- Itaituba II
- Jamanxim
- Jamari
- Pacotuba
- Palmares
- Pau-Rosa
- Saracá-Taquera
- Tapirapé-Aquiri
- Trairão

Parques Nacionais (PARNA)
- Amazônia
- Anavilhanas
- Aparados da Serra
- Chapada Diamantina
- Serra da Bocaina
- Serra do Itajaí
- Serra dos Órgãos
- Serra Geral
- Cabo Orange
- Caparaó
- Descobrimento
- Monte Pascoal
- Campos Ferruginosos
- Viruá
- Jaú
- Mapinguari
- Montanhas do Tumucumaque
- Pacaás Novos
- Pico da Neblina
- Saint-Hilaire/Lange
- Serra da Cutia
- Serra das Lontras
- Serra do Divisor
- Serra do Pardo

Reservas Biológicas (REBIO)
- Poço das Antas
- Sooretama
- Una
- Gurupi
- Jaru
- Nascentes da Serra do Cachimbo
- Rio Trombetas
- Tapirapé
- Uatumã
- União

Reservas Extrativistas (RESEX)
- Arapiranga-Tromai
- Baixo Rio Branco Jauaperi
- Chico Mendes
- Lago do Capanã Grande
- Rio Cajari
- Tapajós-Arapiuns

Reservas de Desenvolvimento Sustentável (RDS)
- Bararati
- Piagaçu-Purus
- Jaci-Paraná
- Traçadal

Refúgio de Vida Silvestre
- Mata do Junco

Reservas Particulares do Patrimônio Natural (RPPN)
- Adão e Eva
- Araçari
- Bio Estação Águas Cristalinas
- Caetezal
- Cec/tinguá
- Chácara Edith
- Ecoparque de Una
- El Nagual
- Fazenda Arco-Íris
- Fazenda Barra do Sana
- Fazenda Horii
- Fazenda Limeira
- Fazenda Palmital
- Fazenda Paraíso
- Fazenda Santa Izabel
- Fazenda São Geraldo
- Fazenda Silvo Agro-Pastoril Gonçalves
- Gleba o Saquinho de Itapirapuá
- Laço de Amor
- Lote Cristalino
- Meandros II
- Morro das Aranhas
- Morro do Curussu Mirim
- Parque Ecológico Artex
- Reserva do Patrimônio Natural do Guaxinim
- Reserva Rizzieri
- Seringal Assunção
- Sítio Curucutu
- Sítio do Bananal
- Sítio do Jacu
- Sumaúma

Terras Indígenas e Outras Áreas Indígenas
- Alto Rio Purus
- Barra Velha
- Campo Bonito
- Cué Cué/ Marabitanas
- Igarapé Lourdes
- Kararaô
- Mamoadate
- Rio Branco Itanhaém
- São Marcos - Rr Sarauá
- Uru-Eu-Wau-Wau
- Yanomami